# TACACS
Das Terminal Access Controller Access Control System (TACACS) ist ein in einzelnen Teilfassungen von der IETF standardisiertes und ansonsten auch in anderen Fassungen (beispielsweise Cisco Systems TACACS+) weit verbreitetes Kommunikationsprotokoll für AAA (Authentisierung, Autorisierung und Zurechnung (Accounting)). Es dient der Client-Server-Kommunikation zwischen AAA-Servern und einem Network Access Server (NAS). TACACS-Server stellen eine zentrale Authentifizierungsinstanz für Benutzer zur Verfügung, die in einem Intranet oder über das Internet eine IP-Verbindung mit einem NAS herstellen möchten.
TACACS wurde in den 1980er Jahren vom Defense Data Network für MILNET entwickelt. Es ist im RFC 1492 von 1993 definiert und benutzt den Port 49 (UDP, oder TCP).
Eine spätere Version von TACACS ist XTACACS (eXtended TACACS). Beide Versionen wurden durch TACACsPlus (TACACS+, 1995), RADIUS (RFC 4004) und Diameter (RFC 3539) abgelöst. Im Gegensatz zum UDP-basierten Remote Authentication Dial-In User Service (RADIUS) verwendet TACACS+ das verbindungsorientierte TCP auf Port 49. Eine weitere Abgrenzung zu RADIUS besteht in der Tatsache, dass die gesamte TACACS-Kommunikation verschlüsselt ist.

## Verbreitung
TACACS und XTACACS werden kaum benutzt. Wesentlich bekannter ist das TACACS+-Protokoll. TACACS+ ist ein auf TACACS basierendes Authentifizierungsprotokoll, das von Cisco Systems gegenüber TACACS funktional erweitert und neu definiert wurde. TACACS+ ist dabei ein komplett neues Protokoll und deshalb nicht kompatibel mit TACACS oder XTACACS. Diese Erweiterung beinhaltet eine breitere Auswahl an Authentifizierungsmethoden, die Möglichkeit variable Autorisierungsschemata für Benutzer einzuführen, sowie erweiterte Protokollierungsmöglichkeiten. TACACS+ wird gelegentlich auch als tac_plus oder T+ bezeichnet und ist nicht abwärtskompatibel zu anderen TACACS-Versionen.

## Anwendungen mit TACACS+
In Cisco-typischen Netzwerkumgebungen (z. B. Router, Switches) wird TACACS+ für das zentrale Benutzermanagement für Netzwerkadministratoren und -operatoren verwendet. Diese verbinden sich z. B. mittels Telnet oder SSH mit den Netzwerkgeräten, um diese zu konfigurieren oder Abfragen durchzuführen.
TACACS+ findet nicht ausschließlich Verwendung in Produkten des Urhebers Cisco. Andere Hersteller beginnen ebenfalls dieses Protokoll zu nutzen, weil TACACS+ in Carrier- und Providernetzwerken sehr weit verbreitet ist (z. B. Geräte des chin. Herstellers Huawei oder des franz. Herstellers OneAccess). Darüber hinaus bietet TACACS+ skalierbare Autorisierungsschemata an, mit denen sich die Benutzerberechtigungen sehr fein definieren lassen.

### Weitere Entwicklung
Durch die erweiterte Standardisierung der IETF unter Beteiligung von Cisco Systems (RFC 2869) mit RADIUS und DIAMETER (RFC 4004), insbesondere durch zusätzliche Merkmale für mobile Nutzer wird die Bedeutung von TACACS insbesondere in heterogenen Netzwerken weiter abnehmen.
Mit DIAMETER wird auch die Schwäche von RADIUS gegenüber TACACS+ in der Verschlüsselung behoben. DIAMETER ist abwärtskompatibel zu RADIUS, aber nicht kompatibel mit TACACS+.